# پروستاسیکلین
پروستاسیکلین (به انگلیسی: Prostacyclin) یا PGI2 یک ایکوزانوئید از گروه پروستاگلاندینها می‌باشد که موجب این فعالیت‌ها می‌شود:
- گشادکننده عروق
- جلوگیری از تراکم پلاکت
- گشادکننده برونش

این ترکیب در برخی سلولها (از جمله لایه درون رگی) توسط آنزیم پروستاسیکلین سنتتاز از پروستاگلاندینH2 ((PGH2 تولید می‌شود. عملکرد کلی پروستاسیکلین برخلاف ترومبوکسان آ۲ است.
| اثر پروستاسیکلین | اثر پروستاسیکلین | راهکار                  | پاسخ سلولی                                               |
| ---------------- | ---------------- | ----------------------- | -------------------------------------------------------- |
| عملکرد معمول     | سلامتی عروقی     | ↑cAMP, ↓ET-1 ↓Ca2+, ↑K+ | ↓SMC proliferation ↑Vasodilation                         |
| عملکرد معمول     | ضدتمایز          | ↑cAMP &earr;PPAR        | ↓Fibroblast growth ↑Apoptosis                            |
| عملکرد معمول     | ضدانعقاد         | ↓Thromboxane-A2 ↓PDGF   | ↓Platelet aggregation ↓Platelet adherence to vessel wall |
| Novel functions  | ضدالتهاب         | ↓IL-1, IL-6 ↑IL-10      | ↓Proinflammatory cytokines ↑Antiinflammatory cytokines   |
| Novel functions  | ضدمیتوز          | ↓VEGF ↓TGF-β            | ↓Angiogenesis ↑ECM remodeling                            |